# Kindesmisshandlung
Kindesmisshandlung ist Gewalt gegen Kinder oder Jugendliche. Es handelt sich um eine besonders schwere Form der Verletzung des Kindeswohls. Unter dem Begriff Kindesmisshandlung werden sowohl physische als auch psychische Gewaltakte, sexueller Missbrauch sowie Vernachlässigung zusammengefasst. Diese Handlungen an Kindern sind in den meisten westlichen Industrieländern strafbar. Statistiken haben ergeben, dass die Täter häufig die Eltern oder andere nahestehende Personen sind.

## Definition
Kindesmisshandlung kann verstanden werden als „eine nicht zufällige, bewusste oder unbewusste, gewaltsame, psychische oder physische Schädigung, die in Familien oder Institutionen (beispielsweise Kindergärten, Schulen, Heimen) geschieht, die zu Verletzungen, Entwicklungshemmungen oder sogar zum Tod führt und die das Wohl und die Rechte eines Kindes beeinträchtigt oder bedroht“ (nach SchBast).
In dieser Definition sind Formen der alltäglichen und systematischen Kinderfeindlichkeit, wie sie sich beispielsweise in schlechten Wohnbedingungen oder lebensbedrohlichem Verkehr ausdrücken, nicht berücksichtigt. Diese ebenfalls zur Misshandlung zu zählen, würde den Begriff zu ungenau machen.

## Missbrauchsformen
Unterschieden werden:
- Körperlicher Missbrauch (körperliche Gewalt),
- Sexueller Missbrauch,
- Emotionaler Missbrauch (seelische Gewalt) und
- Vernachlässigung[2][3]

Zum körperlichen Missbrauch zählen körperliche Gewalt und schwere Züchtigungen durch Erziehungsberechtigte. Zum sexuellen Missbrauch zählt die Entblößung des Täters bzw. exhibitionistische Handlungsformen sowie sexueller Missbrauch mit Körperkontakt. Von emotionaler Misshandlung wird gesprochen, wenn das Kind dauerhaft feindliche Zurückweisung, Entwertung, Verspottung, Drohung, Liebesentzug oder Isolierung erfährt und sich nicht menschenwürdig entfalten kann. Andererseits stellen auch unangemessen kontrollierendes Verhalten, Verwöhnen oder das Drängen des Kindes in eine überfordernde Rolle als Partner- oder Elternteilersatz (Parentifizierung) emotionalen Missbrauch dar. Die Inzidenz beträgt in USA und Großbritannien circa 10 Prozent bei Frauen und 4 Prozent bei Männern. Zu wenig Beachtung findet in Wissenschaft und Gesellschaft die Missbrauchsform der emotionalen und körperlichen Vernachlässigung. Die Vernachlässigung ist oftmals nicht unmittelbar erkennbar, da gesundheitliche Folgen oder Entwicklungsdefizite erst nach länger anhaltender Mangelversorgung sichtbar werden.
Oft bedingen sich diese Misshandlungsformen gegenseitig, so kann beispielsweise die Einschüchterung des Kindes nach der Misshandlung als emotionaler Missbrauch verstanden werden. Aus der Vernachlässigung eines Kleinkindes kann körperliche Misshandlung entstehen.

## Abgrenzungen
Körperstrafe
In den meisten Staaten der Welt sind Körperstrafen als Erziehungsmittel gesetzlich nicht pauschal verboten. Es wird daher zwischen „nicht-missbräuchlicher“ (nonabusive) und „missbräuchlicher“ (abusive) Züchtigung unterschieden. Es gibt dabei in jedem Land eigene Gesetze, die den Tatbestand der Misshandlung von der legalen Züchtigung abgrenzen. In Deutschland wird seit der Gesetzesänderung von 2000 grundsätzlich jede Körperstrafe, unabhängig von ihrer Härte, gesetzlich als Misshandlung angesehen (siehe auch Züchtigungsrecht). Die meisten Misshandlungen geschehen durch nahestehende Personen (ältere Geschwister, Eltern, Großeltern, Onkel, Tanten, nähere Bekannte der Familie).
Adipositas
Die Deutsche Kinderhilfe bewertet es nicht als „Frage des individuellen Lebensstils oder eine Ausprägung des verfassungsrechtlich gewährleisteten Erziehungsrechts“, wenn Erziehungsberechtigte es zulassen, dass Minderjährige adipös werden. „Eltern, die zulassen, dass ein 10-Jähriger schon 100 kg oder mehr wiegt, misshandeln nach bestehender Rechtslage ihr Kind! Nur wenn wir dies akzeptieren, gibt es eine Chance, im Rahmen der Kinder- und Jugendhilfe gemeinsam mit den Familien präventiv gegenzusteuern und frühzeitig auch verhaltensändernd einzugreifen.“ Der Staat müsse das Recht erhalten, Eltern adipöser Kinder zur Teilnahme an Ernährungskursen zu verpflichten und die Nichtteilnahme zu sanktionieren.

## Rechtliche Fragen

### Deutschland
Nach § 1631 Abs. 2 BGB haben in Deutschland Kinder „ein Recht auf gewaltfreie Erziehung. Körperliche Bestrafungen, seelische Verletzungen und andere entwürdigende Maßnahmen sind unzulässig.“ Zudem stehen bestimmte Formen der Misshandlung nach dem Strafgesetzbuch unter Strafe, so beispielsweise nach § 225 StGB Misshandlung von Schutzbefohlenen (beziehungsweise den § 211–§ 229 StGB (Tötung und Körperverletzung)) und nach § 174 (Sexueller Missbrauch von Schutzbefohlenen), § 176 ff. (Sexueller Missbrauch von Kindern) sowie § 177–§ 178 StGB (sexueller Übergriff, sexuelle Nötigung, Vergewaltigung).
Eine Strafverfolgung von Sextourismus ist möglich; Menschen, die im Ausland sexuelle Übergriffe begehen, sexuell nötigen, vergewaltigen oder sexuell missbrauchen, können dafür auch dann in Deutschland bestraft werden, wenn die Tat am Tatort nicht strafbar ist.
Fast alle dieser Paragraphen sind Offizialdelikte, das heißt die Staatsanwaltschaft muss bei Hinweisen ermitteln, selbst wenn kein Strafantrag gestellt wird (bei einfacher Körperverletzung ist zwar grundsätzlich ein Strafantrag erforderlich, allerdings ermittelt die Staatsanwaltschaft bei besonderem öffentlichen Interesse an der Strafverfolgung, das bei Kindesmisshandlung generell angenommen wird, von Amts wegen, vgl. unten).

#### Widersprüchlichkeit in der Gesetzgebung
Die Gesetzgebung hat eine in sich widersprüchliche Form angenommen. Zum einen wird Kindesmisshandlung als Straftat aufgefasst und das Strafgesetzbuch fordert mit § 225 StGB bis zu zehn bzw. fünfzehn Jahre Freiheitsstrafe bei einer solchen Straftat. Mit dem Gesetz zur Ächtung von Gewalt in der Erziehung aus dem Jahr 2000 wurde jedoch der Grundsatz „Hilfe statt Strafe“ verankert. Zitat aus dem Gesetzentwurf (nur hier wurde das Konzept „Hilfe statt Strafe“ benannt):
„Ziel des Gesetzentwurfs ist die Ächtung der Gewalt in der Erziehung ohne Kriminalisierung der Familie. Nicht die Strafverfolgung oder der Entzug der elterlichen Sorge dürfen deshalb in Konfliktlagen im Vordergrund stehen, sondern Hilfen für die betroffenen Kinder, Jugendlichen und Eltern.“
Die Veröffentlichung des verabschiedeten Gesetzes im Bundesgesetzblatt (BGBl. 2000 I Nr. 48) zeigt neben Änderungen der Unterhaltsregelungen die zwei Gesetzesmodifikationen zum Schutz von Kindern vor Gewalt:
Änderung des BGB:
§ 1631 Abs. 2 wird wie folgt gefasst:
„(2) Kinder haben ein Recht auf gewaltfreie Erziehung. Körperliche Bestrafungen, seelische Verletzungen und andere entwürdigende Maßnahmen sind unzulässig.“
Änderung des Achten Buches Sozialgesetzbuch (SGB VIII):
„Sie (Kinder- und Jugendhilfe) sollen auch Wege aufzeigen, wie Konfliktsituationen in der Familie gewaltfrei gelöst werden können.“
Daneben floss diese Widersprüchlichkeit auch in die Verwaltungsvorschrift zum Tätigwerden der Staatsanwaltschaften (RiStBV, Richtlinien für das Strafverfahren und das Bußgeldverfahren) ein. Dort heißt es in der ab dem 1. Februar 1997 bundeseinheitlich geltenden Fassung unter Abschnitt 235:
„Kindesmisshandlung
(1) Auch namenlosen und vertraulichen Hinweisen geht der Staatsanwalt grundsätzlich nach.
(2) Bei einer Kindesmisshandlung ist das besondere öffentliche Interesse grundsätzlich zu bejahen. Eine Verweisung auf den Privatklageweg ist in der Regel nicht angezeigt.
(3) Sind sozialpädagogische, familientherapeutische oder andere unterstützende Maßnahmen eingeleitet worden und erscheinen diese erfolgversprechend, kann ein öffentliches Interesse an der Strafverfolgung entfallen.“
Die Umsetzung des Konzeptes Hilfe statt Strafe spiegelt sich in den Richtlinien für die zuständigen Behörden wider. So leitet das vom Familienministerium geförderte Handbuch Kindeswohlgefährdung die Mitarbeiter des Jugendamtes und des Allgemeinen Sozialen Dienstes (ASD) dazu an, über den Schutz der Kinder wie folgt zu entscheiden:
„Die Einschaltung der Polizei ist nur dann möglich, wenn die gesetzlichen Möglichkeiten des ASD zum Schutz der Kinder und Jugendlichen vor Gefahren für ihr Wohl nicht ausreichen, das Tätigwerden der Polizei zum Schutz der Kinder also zwingend erforderlich ist, und wenn der Erfolg der eigenen Tätigkeit des ASD durch die Einschaltung der Polizei nicht gefährdet ist.“
Kindesmisshandlung ist zwar ein Offizialdelikt, wird aber nur strafrechtlich verfolgt, wenn er den Strafverfolgungsbehörden bekannt wird. Auch wenn für den Kinderschutz verantwortliche Behörden Polizei und Staatsanwaltschaft nicht hinzuziehen, so bleibt Kindesmisshandlung dennoch eine Straftat:
„Wer den Tatbestand des § 223 StGB an seinem Kind erfüllt, der hat sich damit strafbar gemacht.“

#### Gespaltene Haltung des Staates
Diese Ausprägung der Gesetzgebung bringt eine gespaltene staatliche Haltung gegenüber Fällen von Gewalt in Familien zum Ausdruck. Das zeigt sich besonders an dem Paradoxon, dass ein gegen den Partner gewalttätiger Ehegatte, nach dem bei erwachsenen Opfern geltenden Gewaltschutzgesetz mit Wohnungsverweis zu rechnen hat, wogegen aber bei Kindesmisshandlung durch dieselbe Person Unterstützung durch Jugendhilfemaßnahmen (sog. Hilfen zur Erziehung) zur Linderung einer Überforderungssituation als Lösung verfolgt wird, allerdings auch Sorgerechtsentzug in Betracht kommt.
Bei den staatlichen Maßnahmen gegen häusliche Gewalt werden Kinder als eigenständige Opfergruppe ausgenommen. So lässt die Bund-Länder-Arbeitsgruppe Häusliche Gewalt in ihren „Standards und Empfehlungen“ Kinder nur als indirekt betroffene Opfer gelten. Andererseits kommt in beiden Fällen eine Bestrafung in Betracht (teilweise bei Taten gegen Minderjährige sogar eine höhere), wenn der Fall den Strafverfolgungsbehörden bekannt wird (vgl. oben).

#### Reaktionen nach Medienberichten
Nachdem die Medien über eine große Zahl von schweren Kindesmisshandlungsfällen mit zum Teil tödlichem Ausgang berichteten, bei denen die Jugendämter vorher eingeschaltet waren, wurde deren Kompetenz bei Maßnahmen gegen familiäre Gewaltverbrechen an Kindern in Frage gestellt. Dies führte im Jahr 2005 zu einer Neufassung des Schutzauftrages im Kinder- und Jugendhilfegesetz (SGB VIII). Seitdem sind die Jugendämter bei Gefährdungssituationen dazu verpflichtet, Fachkräfte und als letzte Möglichkeit auch die Polizei hinzuzuziehen. Bereits zuvor waren die Jugendämter verpflichtet, bei erkennbaren Kindeswohlgefährdungen ggf. eine Inobhutnahme vorzunehmen (§ 42 SGB VIII).

#### Begrenzte Möglichkeiten der Jugendhilfe
Gegen die Einschaltung der Polizei wird bei Jugendhilfe und Kinderschutz bisweilen argumentiert, dass Eltern sich dann allen Angeboten der Hilfe zur Erziehung entziehen würden. Eine Problematik liegt insbesondere darin, dass das 1991 in Kraft getretene Kinder- und Jugendhilfegesetz anders als das Jugendwohlfahrtsgesetz zuvor den Sorgeberechtigten und nicht das Kind als Anspruchsberechtigten betrachtet. Daher waren bis zur Einfügung des § 8a SGB VIII im Jahr 2005 die Eingriffsmöglichkeiten des Jugendamtes weitgehend beschnitten worden. Mit der Einführung des § 8a sind die Jugendämter nunmehr aufgefordert, Konzepte zu entwickeln, wie im Falle von Kindeswohlgefährdung in Jugendhilfeeinrichtungen diese durch gestufte Interventionen zu beheben ist.
Auch nach Einführung der neuen gesetzlichen Instrumentarien bleibt aber ein großes Problem, dass die überwiegende Zahl der Fälle von Kindesmisshandlung weder den Jugendämtern noch der Polizei bekannt werden und somit die betroffenen Kinder völlig schutzlos bleiben. Dem soll eine Bundesratsinitiative Rechnung tragen, die die Einführung von Pflichtuntersuchungen vorsieht.

#### Beispiel Berlin
Nur in Berlin gibt es ein spezialisiertes Kommissariat der Kriminalpolizei. Um Gewaltopfern oftmals quälende Mehrfachaussagen zu ersparen, wäre es bei einer Anzeige sinnvoll, sie nur bei einer solchen Behörde zu stellen (trotzdem müssen die Aussagen mindestens noch einmal vor Gericht wiederholt werden). Der Einsatz von Videotechnologie bei Opferaussagen zur Vermeidung von Mehrfachaussagen oder Konfrontation mit dem Täter wird in Deutschland nur sehr selten wahrgenommen; häufig wird er mit formal-juristischen oder finanziellen Argumenten abgelehnt.

#### Meldepflicht
Auch mit der Einführung des § 8a SGB VIII im Jahr 2005 ist in Deutschland noch keine Meldepflicht beim Bekanntwerden von einzelnen Misshandlungen entstanden. Ärzte, Sozialpädagogen und Psychologen sind grundsätzlich an ihre Schweigepflicht gebunden (§ 203 StGB). Wenn es allerdings um eine Gefahr für die physische und/oder psychische Entwicklung von Kindern/Jugendlichen geht, können sie nicht nur einen „rechtfertigenden Notstand“ geltend machen, der die Verletzung der Schweigepflicht rechtfertigt (was schon vorher bei Gefahr für Leib oder Leben der Fall war (§ 34 StGB)). Bei einer Kindeswohlgefährdung (z. B. wiederholte Misshandlungen) sind Berufsgeheimnisträger seit 2012 gemäß § 4 KKG berechtigt (nicht jedoch verpflichtet), das Jugendamt zu informieren, wenn Betroffene keine geeigneten Hilfemaßnahmen annehmen. Die Entscheidungsfindung und Ablehnung von Hilfsangeboten durch die Betroffenen sollten schriftlich dokumentiert werden. Die Berufsträger haben gegenüber dem Träger der Jugendhilfe einen Beratungsanspruch zu Fragen des Vorgehens; Fragen des Datenschutzes beantworten auch die zuständigen Datenschutzaufsichtsbehörden.
Zum Vergleich: In den USA sind Vertreter der mit Kindern befassten Institutionen durch gesetzliche Regelungen („Reporting Act“) dazu verpflichtet, die Strafverfolgungsbehörden zu informieren. Diese sogenannten Mandated Reporters können anonym bleiben und genießen Immunität, solange sie sich korrekt verhalten.

### Österreich
Die Behandlung von Gewalt- und Sexualdelikten in der Familie ist im österreichischen Strafrecht auf verschiedene Tatbestände verteilt: Körperverletzungen sind in den § 83 ff. StGB verboten, das Quälen oder Vernachlässigen unmündiger jüngerer oder wehrloser Personen, wie etwa die Verweigerung einer medizinischen Behandlung, in § 92 StGB, die Freiheitsentziehung, wie etwa das Einsperren in einem Keller oder Abstellraum, werden in § 99 StGB abgehandelt. Weiterhin kommen für Kindesmisshandlung die § 105, § 106 StGB (Nötigung), § 107 StGB (gefährliche Drohung) und § 212 StGB (Missbrauch eines Autoritätsverhältnisses) in Frage. Schwerer sexueller Missbrauch von Unmündigen ist in § 206 StGB geregelt, sexueller Missbrauch von Unmündigen in § 207 StGB.
Der Tatbestand der Vernachlässigung der Pflege, Erziehung oder Beaufsichtigung von Unmündigen ist in § 199 StGB niedergelegt. Diese Tat kann mit einer Freiheitsstrafe von bis zu sechs Monaten bestraft werden.

## Häufigkeit
Repräsentative Studien über das Ausmaß von Kindesmisshandlung sind in Deutschland selten; die meisten Untersuchungen unterscheiden sich erheblich in Forschungsansatz, zugrunde liegender Definition und entsprechend auch den Ergebnissen. Laut einer Ausarbeitung der medizinischen Fachzeitschrift The Lancet, die sich auf mehrere internationale Studien stützt, in denen Kinder und Eltern zu Misshandlungserlebnissen und Erziehungsmitteln befragt wurden, ist in wohlhabenden Ländern fast jedes 10. Kind betroffen. Für das Jahr 2022 meldet das Statistische Bundesamt rund 62.300 von den Jugendämtern erfasste Kindeswohlgefährdungen in Deutschland, wobei es sich in ca. 59 % der Fälle um Vernachlässigung handle.
Körperliche Gewalt in der Erziehung ist bei vielen Kindern anzutreffen: nach Studien haben 75 % bis 80 % schon mindestens einmal einen „Klaps“ oder eine „Ohrfeige“ bekommen, 20 % bis 30 % haben eine schwerere Form von Misshandlung wie beispielsweise „Prügel“ erlitten.
Die vermutlich häufigste Form der Misshandlung ist die Vernachlässigung kindlicher Bedürfnisse, also das Vorenthalten von materieller oder emotionaler Zuwendung, die für die Entwicklung oder das Leben des Kindes notwendig sind. Vernachlässigung wird sowohl von der Gesellschaft als auch von der Wissenschaft bisher selten thematisiert. Auch die emotionale Misshandlung, die beispielsweise durch herabwürdigendes oder ablehnendes Verhalten geschieht, ist kaum empirisch untersucht.
Jährlich werden bundesweit 15.000 bis 20.000 Kinder Opfer von sexueller oder sexualisierter Gewalt.
Verabreichung von Drogen an Kinder: Im Herbst 2010 wurden in Bremen 5 Kindern Haarproben entnommen. Es wurden bei allen 5 Kindern polytoxikomane Konsummuster festgestellt. Daraufhin wurden allen Kindern, die im Kontext der öffentlichen Jugendhilfe in Bremen versorgt wurden, Haarproben entnommen. Es wurden bei annähernd allen Kindern polytoxikomane und bei einigen monotoxikomane Konsummuster nachgewiesen. In Bremerhaven werden Kinder, deren Eltern Drogen konsumieren oder mit Methadon versorgt werden, regelmäßig getestet.

### Polizeilich erfasste Fälle: Das Hellfeld
Aufschluss über die Anzahl polizeilich erfasster Fälle von Kindesmisshandlung gibt die PKS (Polizeiliche Kriminalstatistik). Dabei zu beachten ist:
- Die PKS führt lediglich die angezeigten Fälle auf (Hellfeld). Fälle ohne erfolgte Anzeige (Dunkelfeld) bleiben unberücksichtigt (siehe „Gesamtausmaß“).
- Auf Grund der Hemmschwelle vor polizeilichen Anzeigen besteht eine Konzentration auf „schwere“ Fälle.
- Obwohl Kindesmisshandlung nicht-sexuelle wie sexuelle Misshandlungen umfasst, werden in der PKS aufgrund der verschiedenen anzuwendenden Strafrechtsparagraphen (§ 176 bzw. § 225 StGB) beide Kategorien parallel aufgeführt. Die Zahlen in beiden Bereichen unterscheiden sich u. a. aufgrund unterschiedlicher Sensibilisierung und/oder Anzeigebereitschaft in der Bevölkerung stark.
- Die Anzahl nachgewiesener Fälle und gerichtlicher Verurteilungen liegt deutlich niedriger.[21]
- In vielen Fällen wird das Ermittlungsverfahren eingestellt, weil der Nachweis einer strafbaren Handlung nicht geführt werden kann. Insbesondere ist auch festzustellen, dass etwa jeder vierte angezeigte Fall kein strafbares Verhalten zum Gegenstand hat. Die Gründe, weswegen dennoch eine Anzeige erfolgt, sind vielfältig.[22]

Die Polizeiliche Kriminalstatistik Deutschlands weist für das Jahr 2005 unter den Schlüsseln 2231 (Misshandlung von Kindern) und 1310 (Sexueller Missbrauch von Kindern) folgende Daten aus (PKS 2005):
| Fallentwicklung und Aufklärung (PKS, Tabelle 1) |                |                |                  |                  |
|                                                 | Erfasste Fälle | Erfasste Fälle | Aufklärungsquote | Aufklärungsquote |
|                                                 | 2005           | 2004           | 2005             | 2004             |
| Misshandlung von Kindern:                       | 2.905          | 2.916          | 98 %             | 97 %             |
| Sexueller Missbrauch von Kindern:               | 13.962         | 15.255         | 82 %             | 81 %             |

| Opfer (PKS, Tabelle 91)           |           |          |          |
|                                   | Insgesamt | Männlich | Weiblich |
| Misshandlung von Kindern:         | 3.390     | 55 %     | 45 %     |
| Sexueller Missbrauch von Kindern: | 17.558    | 23 %     | 77 %     |

| Geschlechts- und Altersstruktur Tatverdächtige (PKS, Tabelle 20) |        |          |          |                |             |
|                                                                  |        |          |          |                |             |
|                                                                  | Gesamt | Männlich | Weiblich | Alter unter 21 | Alter ab 21 |
| Misshandlung von Kindern:                                        | 2.962  | 56 %     | 44 %     | 5 %            | 95 %        |
| Sexueller Missbrauch von Kindern:                                | 9.805  | 96 %     | 4 %      | 28 %           | 72 %        |

Außer diesen direkt der Kategorie „Kindesmisshandlung“ zugeordneten Fällen beinhalten die polizeilichen Zahlen weitere Daten zu Verbrechen an Kindern. Für das Jahr 2002 wies die PKS folgende Zahlen angezeigter Straftaten aus, die in direktem Zusammenhang mit Kindesmisshandlung standen (nur kindliche Opfer):
| Straftat                                  | Angezeigte Fälle |
| ----------------------------------------- | ---------------- |
| Mord                                      | 38               |
| Totschlag und Tötung auf Verlangen        | 67               |
| Fahrlässige Tötung                        | 108              |
| Vergewaltigung und Sexuelle Nötigung      | 643              |
| Körperverletzung mit Todesfolge           | 21               |
| Gefährliche/Schwere Körperverletzung      | 9.028            |
| Misshandlung von Schutzbefohlenen         | 3.058            |
| Vorsätzliche leichte Körperverletzung     | 26.119           |
| Fahrlässige Körperverletzung              | 3.658            |
| Straftaten gegen die persönliche Freiheit | 9.982            |

### Gesamtausmaß durch Einbeziehung des Dunkelfeldes
Dunkelfeldzahlen bei Kindesmisshandlung wurden durch eine Untersuchung des „Kriminologischen Forschungsinstitutes Niedersachsen“ ermittelt. Diese Untersuchung beschränkte sich auf körperliche Gewalt, berücksichtigte also nicht die anderen Misshandlungsformen wie Vernachlässigung, sexuellen Missbrauch usw. Die im Laufe des Jahres 1998 durchgeführte Befragung von Jugendlichen nach ihren Gewalterfahrungen ergab, dass in den jeweils vorausgegangenen 12 Monaten 7 % aller Kinder unter 12 Jahren Misshandlungen und 8 % dieser Kinder schwere Züchtigungen durch die Eltern erlebt hatten. Zu weiteren Häufigkeitsangaben aus Bevölkerungsstichproben siehe Kindheitstrauma.
Die folgende Tabelle zeigt die Aufschlüsselung dieser Zahlen:
|                       | Letzte 12 Monate | Gesamte Kindheit |
| Misshandlungen:       | 7 %              | 10 %             |
| Schwere Züchtigungen: | 8 %              | 17 %             |
| Leichte Züchtigungen  | 27 %             | 30 %             |

### Faktoren für die Hellfeld-/Dunkelfelddiskrepanz
Die in der Polizeilichen Kriminalstatistik erfassten Anzeigen belaufen sich nur auf ca. 3500 pro Jahr. Der Vergleich zum Gesamtausmaß (siehe vorheriger Abschnitt) zeigt, dass nur einer von 400 Fällen bei der Polizei angezeigt wird. Diese extrem niedrige Anzeigequote steigt nur in den Teilbereichen langsam an, wo „Sensibilisierungskampagnen“ die Anzeigebereitschaft der Bevölkerung verstärken, wie z. B. beim Sexuellen Kindesmissbrauch.
Viele der Jugendhilfemaßnahmen werden mit anderen Anlässen als dem Verdacht auf Kindesmisshandlung begründet. Am häufigsten werden Überforderung und Beziehungsprobleme genannt. Diese Angaben sind allerdings jugendhilfetypisch, da der Vorwurf einer Straftat bei freiwilligen Formen der Unterstützung in der Regel zur Verweigerung der Zusammenarbeit führt. Ihre gesetzliche Ausprägung erfuhr die Annahme von Überforderung als häufigstem Grund für Kindesmisshandlung durch Verankerung des Grundsatzes „Hilfe statt Strafe“. Es gibt jedoch keine wissenschaftliche Grundlage als Beleg für „Überforderung als häufigster Ursache für Kindesmisshandlung“. Evident ist aber die politische Funktion dieser Einordnung. Zum einen wird damit eine Hegemonie der Jugendhilfe für Maßnahmen gegen Kindesmisshandlung unterstützt, was einem Umverteilen öffentlicher Mittel zu Gunsten der ebenfalls zuständigen Strafverfolgungsbehörden entgegenwirkt. Überforderung als Begründung für Kindesmisshandlung hat zudem eine entlastende Funktion für die Frauenpolitik. Nach den Hellfeldzahlen des Bundeskriminalamtes wie auch nach den Dunkelfeldzahlen der Forschung zur Gewalt in der Familie besteht ein signifikanter Anteil der Täter aus Frauen.

### Kenntnisstand der Kinder- und Jugendhilfe in Deutschland
Der bei Kinder- und Jugendhilfe vorhandene Kenntnisstand wird von der Dortmunder Arbeitsstelle Kinder- und Jugendhilfestatistik zentral aufbereitet und zugänglich gemacht. In der Sonderausgabe ihrer Zeitschrift KomDat vom Oktober 2006 fasst die AKJStat die Sachlage wie folgt zusammen:
- Die Datenlage zu Vernachlässigung und Misshandlung von Kindern ist bislang mehr als unbefriedigend.
- Der 11. Kinder- und Jugendbericht spricht davon, dass 10 % bis 15 % aller Eltern ihre Kinder häufig und schwerwiegend körperlich bestrafen.[29]
- Es gibt keine flächendeckenden Aussagen dazu, wie viele Fälle insgesamt vom zuständigen „Allgemeinen Sozialen Dienst“ der Jugendämter bearbeitet und bei wie vielen Vernachlässigungs- und Misshandlungsfällen Gegenmaßnahmen ergriffen wurden.
- Die überwiegende Zahl der zuletzt jährlich rund 25.400 Inobhutnahmen zum Schutz des Kindes durch das Jugendamt betrifft 12- bis unter 18-Jährige. Bei unter 6-Jährigen erfolgt eine Inobhutnahme etwa 3.100-mal im Jahr. Als Folge der Inobhutnahme wird in jährlich ca. 8.000 Fällen von den Jugendämtern beim Familiengericht ein vollständiger oder teilweiser Entzug der elterlichen Sorge erwirkt (bzw. bei 5,2 pro 10.000 der unter 18-Jährigen).
- Die vom AKJStat herangezogene jährlich erhobene amtliche Todesursachenstatistik gibt die Fälle wieder, die als Tötungen gemeldet wurden, berücksichtigt also nicht das Dunkelfeld der nicht als Tötung erkannten Todesfälle bei Kindern. Nach dieser Statistik ist die Zahl der Kinder unter 10 Jahren, die durch einen tätlichen Angriff zu Tode gekommen sind, von 1980 bis 2005 auf ca. die Hälfte gesunken (von 1,5 Fällen auf 0,6 Fälle bezogen auf 100.000 der altersgleichen Bevölkerung). Opfer werden insbesondere unter 1-jährige Säuglinge (3,1 gegenüber 0,3 Tötungen pro 100.000 Kinder bei den 1- bis 10-Jährigen). Die Todesursachen sind nach der Statistik neben „Tätlichem Angriff durch Hängen“, „Strangulieren“ oder „Ersticken“ „Vernachlässigung und Verlassen“ sowie „Sonstige Arten der Misshandlung“.
- Auch unter der Aufsicht des Jugendamtes in Heimen und Wohngruppen stehende Kinder und Jugendliche sind nach einer Untersuchung der Fachhochschule Dortmund aus Mai 2008, einer hohen Gefahr von Gewaltanwendung ausgesetzt. Nach Ausführungen des Dekans, Richard Günder ist es „irritierend und alarmierend“, dass „über die Hälfte der pädagogischen Fachkräfte in Heimen und Wohngruppen der Ansicht (ist), dass körperliche Gewalt als Strafe auch noch in der heutigen Heimerziehung vorkommt“,[30] was allerdings nicht bedeutet, dass ein annähernd gleich hoher Prozentsatz der Befragten das gutheißen würde.

### Statistische Daten der USA
Erheblich detailliertere Daten zu Kindesmisshandlung werden in den USA erhoben. Das Children’s Bureau, eine Einrichtung des „Department of Health and Human Services“ (Gesundheitsministerium) erfasst und publiziert die aus den Kinderschutzeinrichtungen (55,8 %) sowie direkt aus der Bevölkerung (44,2 %) stammenden Daten seit 1995. Fakten aus dem letzten Bericht, „Child Maltreatment 2004“:
- Im Jahr 2005 wurden 872 000 Kinder misshandelt (basierend auf der Auswertung von ca. 3 Millionen gemeldeten Fällen).[33]
- Opferzahlen nach Altersgruppe: Je jünger die Kinder sind, desto größer ist die Opferzahl (16,1 ‰ bei den 1-3-Jährigen gegenüber 6,1 ‰ bei den 16-17-Jährigen).[34]
- Todesfälle betreffen überwiegend die Gruppe der 1-3-Jährigen (81 %, auf die 12-17-Jährigen entfallen noch 3,4 %).[35]
- Verteilung der Misshandlungsformen:[36]

35,5 %: Ausschließlich Vernachlässigung
30,2 %: Verschiedene Formen der Misshandlung
28,3 %: Ausschließlich körperliche Misshandlung
3,9 %: Psychische- oder andere Misshandlungsformen
1,4 %: Gesundheitliche Vernachlässigung
0,8 %: Ausschließlich sexueller Missbrauch
- Täter/Opfer-Beziehung: 78,5 % der Täter sind die Eltern, 6,5 % sind andere Verwandte und 4,1 % sind unverheiratete Partner.[37]
- Alter und Geschlecht der Täter: 57,8 % der Täter sind Frauen (mittleres Alter 31 Jahre) und 42,2 % sind Männer (im Mittel 34 Jahre alt).[38]

Hierbei ist zu berücksichtigen, dass Körperstrafen in der Kindererziehung (etwa das sogenannte paddling) auch heute in US-amerikanischen Familien und teils in Schulen üblich ist und in weiten Teilen der USA keinem Verbot unterliegt (siehe auch: Kindheit und Jugend in den Vereinigten Staaten).

### Sonderstellung Sexueller Missbrauch
Eine Sonderstellung bei Kindesmisshandlung hat der sexuelle Missbrauch von Kindern und der sexuelle Missbrauch von Schutzbefohlenen. Diese sexuelle Art der Misshandlungen von Kindern ist eine besondere Form der Gewaltanwendung. In der Fachliteratur wird weitgehend zwischen sexuellem Missbrauch von Kindern und Misshandlungen unterschieden.
In Österreich liegen die Schätzungen beim sexuellen Missbrauch von Kindern bei 10.000 bis 25.000 (Stand: 2004) Betroffenen im Jahr. Davon sind in überwiegender Zahl Mädchen betroffen.

## Ursachen
Die Ursachen und Hintergründe von Kindesmisshandlung sind vielfältig. Entsprechend den beiden staatlichen Reaktionsformen „Strafe“ bzw. „Hilfe“ werden kriminell- bzw. sozialbedingte Ursachen genannt.

### Kindesmisshandlung als Kriminalität

#### Ursachen mit strafrechtlicher Relevanz
Kindesmisshandlung liegt vor, wenn in der Erziehung gegen grundlegende rechtliche Normen verstoßen wird:
- Verstoß gegen das „Recht auf gewaltfreie Erziehung“ (§ 1631 Abs. 2 BGB)

und insbesondere:
- Verstoß gegen das Verbot der Misshandlung Schutzbefohlener (§ 225 StGB)

Beispiele für Kindesmisshandlungsgründe sind:
- Gewalt als reguläres Erziehungsmittel unter Missachtung des geltenden Rechts
- Züchtigungen mit der Folge bleibender gesundheitlichen Schäden (z. B. Hirnverletzungen durch Schütteltraumata)
- Auslassen von außerfamiliär verursachten Aggressionen an Kindern, unter Ausnutzung von deren Schutzlosigkeit und Abhängigkeit im nicht sozial kontrollierten Privatbereich
- Traumatisierende Rache für unerwünschtes Verhalten anstelle kindgemäßer Erziehung
- Anwendung von gewaltbasierten Erziehungsmethoden aus anderen Kulturkreisen unter Missachtung der geltenden Gesetze
- Missbrauch von Kindern durch Verleitung zu Straftaten (z. B. Diebstahl), um deren Strafunmündigkeit zu nutzen
- Missbrauch aus sexuellen Motiven

#### Ursachen für Schuldunfähigkeit und Strafmilderung
Eine Entlastung der Täter bei Kindesmisshandlung ist – wie bei allen Straftaten – nur bei den in den §§ 19, 20 und 21 des StGB geregelten Gründen möglich:
- Nach § 19 StGB: Schuldunfähig sind Personen, die das 14. Lebensjahr noch nicht vollendet haben
- Nach § 20 StGB: Schuldunfähig sind Personen mit krankhaften seelischen Störungen, tiefgreifenden Bewusstseinsstörungen, Schwachsinn oder schwerer seelischer Abartigkeit
- Nach § 21 StGB: Strafmilderung erhalten Personen bei erheblich verminderter Einsichts- oder Steuerungsfähigkeit

#### Ursachen für Straffreiheit
Obwohl nur in wenigen Fällen Schuldunfähigkeit oder Strafmilderung zugrunde zu legen sind, werden nur sehr wenige Kindesmisshandlungen als Straftaten verfolgt. Die wesentlichen Gründe dafür sind:
- Mangelnde Sensibilisierung der Bevölkerung: Eine extrem niedrige Anzeigequote führt dazu, dass der weit überwiegende Teil der Fälle von Kindesmisshandlung den Strafverfolgungsbehörden gar nicht bekannt wird.
- Sozialpädagogische, familientherapeutische oder andere Maßnahmen: In Aussicht gestellt alternative Maßnahmen veranlassen in vielen Fällen von Kindesmisshandlung die Staatsanwaltschaften dazu, unter Berufung auf die RiStBV (Richtlinien für das Strafverfahren und das Bußgeldverfahren) Abschnitt 235[8] auf eine Strafverfolgung zu verzichten.
- Mangelnde Beweislage: Die bei Gewalt in Familien typische schwierige Beweislage hat oft zur Einstellung von Verfahren geführt.

### Kindesmisshandlung als sozialpädagogisches Problem
In der Literatur werden Risikofaktoren genannt, wonach bestimmte Momente in der Entwicklung, der Persönlichkeit oder Lebenssituation die Entwicklung von Misshandlung fördern. Einige mögliche Risikofaktoren sind nach der Senatsverwaltung Berlin:
| Kind | Familie | Rahmenbedingung/Umfeld |
| --- | --- | --- |
| - Unerwünschtheit - Abweichendes und unerwartetes Verhalten - Entwicklungsstörungen - Fehlbildungen - Niedriges Geburtsgewicht und daraus resultierende körperliche und geistige Schwäche - Schwächen - Stiefkinder - Regulationsstörungen im Säuglingsalter | - Misshandlung in der Herkunftsfamilie - Akzeptanz körperlicher Züchtigung - Hohe, unrealistische Erwartungen an das Kind - Kinderreichtum - Mangel an erzieherischer Kompetenz - Unkenntnis über Pflege, Erziehung und Entwicklung von Kindern - Aggressives Verhalten - Niedriger Bildungsstand - Suchtkrankheiten - Bestimmte Persönlichkeitszüge, wie mangelnde Impulssteuerung, Sensitivität, Isolationstendenzen oder ein hoher Angstpegel - Psychische Erkrankung der Eltern - Alleinerziehende oder minderjährige Eltern - Eheliche Auseinandersetzungen - Gewalt in der Partnerschaft - Besonders kritische Lebensereignisse (beispielsweise Tod in der Familie, Erkrankung, Trennung, Scheidung) | - Arbeitslosigkeit - Fehlen sozialer Unterstützungsnetze - Kinderfeindlichkeit - Schlechte Wohnsituation - Isolation - Unzureichende familienbezogene Hilfsangebote - Konflikte mit Institutionen, Behörden, Schulen, Kindergarten - Wirtschaftliche Notlage - Existenzunsicherheit - Ausgrenzung als ethnische Minderheit |

Anmerkungen:
- Diese Risikofaktoren müssen nicht zu Misshandlung führen. Es gibt viele arbeitslose, alleinerziehende, minderjährige oder psychisch kranke Eltern, die sich angemessen um ihre Kinder kümmern und nicht alle Schrei-Babys werden misshandelt.
- Eine Ursache für Gewalt in der Erziehung kann Überforderung sein.
- Nur in seltenen (aber in der Öffentlichkeit besonders beachteten) Fällen ist ein besonderer Sadismus Hintergrund von Kindesmisshandlung. Weit verbreitet ist immer noch die Auffassung, dass Gewalt in Form eines „Klapses“ oder des „Hinternversohlens“ „noch niemanden geschadet“ habe. Diese Einstellung steht in deutlichem Widerspruch zu den vorgestellten gesetzlichen Zielen einer gewaltfreien Erziehung.

Kindesmisshandlung kommt am häufigsten in der Unterschicht vor. Christel Hopf bemerkt hierzu:

„In Zeitungsberichten über Gewalt gegen Kinder liest man mitunter, dass diese in allen gesellschaftlichen Schichten vorkommt. Dies ist so nicht falsch, lenkt aber von einer Auseinandersetzung mit den quantitativen Relationen ab. Verschiedenen sozialwissenschaftliche und kriminologische Untersuchungen belegen, dass Kinder aus den unteren sozialen Schichten signifikant häufiger misshandelt werden als die Kinder anderer Schichten […] Das Risiko misshandelt zu werden steigt insbesondere in den so genannten Randschichten der Gesellschaft […] Schichten mit besonders niedrigem Einkommen, hoher Arbeitslosigkeit, niedrigem Bildungsstand und besonders ungünstigen Wohnverhältnissen. Dabei sind – gegen die Erwartung – Frauen relativ häufig Täterinnen – insbesondere junge, allein erziehende Mütter der unteren sozialen Schichten.“

Eine Metaanalyse aus dem Jahr 2012 von Wissenschaftlern der Universität Liverpool und der WHO, die in Genf 17 Studien mit 18.374 behinderten Kindern und Jugendlichen unter 18 Jahren auswertet, legt ebenfalls nahe, dass geistig und/oder körperlich behinderte Kinder ein erhöhtes Risiko haben Opfer von Misshandlung zu werden.

## Folgen
Der Erkennung von Verletzungsfolgen durch Misshandlungen kommt eine große Bedeutung bei den derzeit erörterten Früherkennungssystemen zu. Wichtige Voraussetzung für deren Funktionieren ist eine ausreichende Qualifizierung von Hebammen, Kindergarten- und Schulpersonal sowie Kinderärzten in der Erkennung von Misshandlungsfolgen.

### Akute Verletzungen
Kindesmisshandlung kann eine Vielzahl von schweren Folgen für das betroffene Kind (und unter Umständen auch für Geschwisterkinder) haben. Diese sind von der Form der Gewaltanwendung abhängig.
Beispiele für typische akute Verletzungen sind:
- Gehirnblutungen (infolge eines Schütteltraumas bei Säuglingen)
- Retinaeinblutungen (ebenfalls infolge eines Schütteltraumas bei Säuglingen)
- vielfältige, nicht behandelte Knochenbrüche unterschiedlichen Alters (als Folge körperlicher Gewalt)
- Verwundungen (beispielsweise durch Schläge mit Gegenständen)
- Punktverbrennungen (durch das Ausdrücken von Zigaretten)
- Bissverletzungen
- Verletzungen im Intimbereich, Vergewaltigungsspuren oder Infektion mit Geschlechtskrankheiten (bei sexuellem Missbrauch)

### Chronische Verletzungsfolgen
Beispiele für dauerhafte Misshandlungsfolgen sind:
- Entwicklungsverzögerungen, nicht-organische Gedeihstörungen[43]
- Anpassungsstörung, (komplexe) posttraumatische Belastungsstörung, dissoziative Identitätsstörung
- Persönlichkeitsstörungen, beispielsweise vom Borderline- oder vom narzisstischen Typ
- Bindungsstörung

### Folgen im Erwachsenenalter
Psychische Belastungen und Stress in der Kindheit wie z. B. Vernachlässigung, Misshandlung, Missbrauch oder auch das Miterleben von Krieg und Naturkatastrophen können psychische Störungen im Erwachsenenalter (z. B. affektive Störung oder Angststörung, Persönlichkeitsstörung, Essstörung, Schizophrenie, Substanzmissbrauch), aber auch Veränderungen im Immunsystem oder im neuroendokrinen System zur Folge haben. Des Weiteren gibt es nachgewiesene neurologische Effekte von Kindesmissbrauch.
Die Folgenschwere von Gewalt und Vernachlässigung für das älterwerdende Kind und den späteren Erwachsenen ist umstritten. Die Extrempositionen reichen von „hat mir gutgetan“ oder „eigene Schuld“ bis hin zu „hat mein Leben zerstört“. Dies hängt unter anderem mit der Schwere des Erlittenen, den situativen Gegebenheiten und den Möglichkeiten zur Verarbeitung zusammen, aber auch damit, dass mit dem Erwachsenwerden die Erinnerungen an den eigenen kindlichen Schmerz verblassen, ohne dass dem Erwachsenen dies selbst notwendigerweise bewusst wird. So kann mit dem Verschwinden der Erinnerung an beispielsweise demütigende Gefühle später mit ehrlicher Überzeugung behauptet werden, dass einem die Schläge von einst „doch ganz gut getan“ oder „bestimmt nicht geschadet“ hätten.

### Folgen von sexuellem Kindesmissbrauch
Neurobiologische Folgen
Studien, die die Gehirnaktivität Überlebender, bei Exposition mit triggerndem Material, untersuchten, ergaben Befunde über Veränderungen in den Gehirnregionen Frontallappen, Temporallappen und Okzipitallappen.
- Frontallappen: Eine erhöhte zerebrale Durchblutung des orbitofrontalen Kortex bei Überlebenden, die nicht und jenen, die von einer Posttraumatischen Belastungsstörung betroffen sind. Der orbitofrontale Kortex wird u. a. für automatische Reaktionen, das Lernen, Vorhersagen und zum Fällen von Entscheidungen für emotionale und belohnungsverbundene Verhaltensweisen benötigt. Ein weiterer Befund ist die verringerte zerebrale Durchblutung des präfrontalen Kortex. Dieser wird für das Verstehen von Emotionen und zur Planung komplexer kognitiver Prozesse benötigt.
- Temporallappen: Dort werden auditive, olfaktorische und geschmackliche Informationen verarbeitet, sowie Formen visueller Objekte und Gesichter erkannt. Ein Befund ist die erhöhte zerebrale Durchblutung und Aktivität im Temporallappen, bei Präsentation des triggernden Materials; bei Teilnehmenden mit PTBS höher als bei Teilnehmenden ohne PTBS. Betroffene haben also eine erhöhte Wahrnehmungs- und Emotionssensitivität in belastenden Situationen.[44]

- Okzipitallappen: In diesem ist der visuelle Kortex, der visuelle Informationen erhält und verarbeitet, verortet. Betrachtet wurde in diesem Zusammenhang die graue Substanz im Gehirn. Diese besteht primär aus neuronalen Zellkörpern, die zusammenarbeiten, um motorische und sensorische Stimuli weiterzuleiten und einen angemessen Stimuli hervorzurufen, der als Reaktion auf wahrgenommene und verarbeitete visuelle Informationen dient. Eine MRT-Studie, die das Volumen der grauen Substanz von Frauen, die in ihrer Kindheit missbraucht wurden und jenen, die nicht missbraucht wurden, verglich, ergab: Eine Verringerung des Volumens der grauen Substanz bei Überlebenden und weitere Veränderungen im Volumen, die mit der Dauer des Missbrauchs und dem Alter des Opfers assoziiert werden.[45] Bei Menschen mit verringertem Volumen an grauer Substanz sinkt die Fähigkeit, visuelle Stimuli optimal zu verarbeiten und zu verstehen

Als Kurzzeitfolgen werden Folgen bezeichnet, die innerhalb der ersten beiden Jahre nach der sexuellen Misshandlung auftreten. Unter Langzeitfolgen sind Folgen zu verstehen, die länger als zwei Jahre andauern oder die um mehr als zwei Jahre verzögert auftreten. Meistens treten sie erst während der Adoleszenz oder im Erwachsenenalter auf.
Kurzzeitfolgen
- Somatische Folgen: Verletzungen im Genital-, Anal-, Oralbereich. Schwangerschaften, Geschlechtskrankheiten
- Emotionale Reaktionen: Angst, Schuld- und Schamgefühle, Ärgerneigung, Feindseligkeit, selbstschädigendes Verhalten, Impulsivität
- Psychosomatische Folgen: Chronische Bauchschmerzen ohne körperlichen Befund, Essstörungen, Schlafstörungen, Bettnässen, Einkoten
- Unangemessenes Sexualverhalten: Ausufernde Neugier an Sexualität, frühe sexuelle Beziehungen, offenes Masturbieren, Exhibitionismus, unangemessenes sexualisiertes Verhalten im Sozialkontakt
- Sozialverhalten: Weglaufen von zuhause, Schulschwierigkeiten, Schwänzen, Rückzugsverhalten, Hyperaktivität, aggressives Verhalten, physische Angriffe, Konsum von Suchtmitteln

Langzeitfolgen
- Chronische Traumatisierung: Flashbacks, Vermeidungsverhalten von traumaassoziierten Reizen, erhöhtes Erregungsniveau, Reizbarkeit, Gedächtnislücken
- Kognitive Störungen: Negative Selbstwahrnehmung, Unsicherheit, niedriges Selbstwertgefühl
- Sozialverhalten: Schulversagen, chronische Probleme im Kontakt mit Gleichaltrigen, schlechte körperliche Gesundheit, Alkoholabhängigkeit, Drogenabhängigkeit
- Persönlichkeitsveränderung: Veränderung der Identität, veränderte Weltanschauung[46]

## Therapie

### Therapien für Opfer

#### Erinnern der Misshandlung
Die Kindheitsforscherin Alice Miller machte es in diesem Zusammenhang zu ihrem Hauptanliegen, darauf hinzuweisen, dass auch ohne deren lebhafte Erinnerung die Folgen von Gewalt latent in Körper und Psyche verbleiben, dort ein gefährliches Eigenleben entwickeln und sich gegen das Opfer selbst oder andere zu richten beginnen können. Um dies zu verhindern sei es wichtig, behutsam die eigenen authentischen Gefühle von Schmerz in der Kindheit zu entwickeln und zu erinnern. Ohne das Erinnern sei ein Zugang zur eigenen Geschichte verbaut. Nicht selten sei Offenheit gegenüber dem Erinnern der Beginn eines langsamen Prozesses, der mehr und mehr Bruchstücke eines Mosaiks zum Vorschein bringt, so ihre Botschaft.

#### Verzeihen und Vergeben
Kontrovers diskutiert wird Millers These, wonach das Verzeihen und Vergeben, welches in vielen Therapien anvisiert wird, manipulativ sei und eher die Verdrängungen und eigenen Idealisierungen der Therapeuten bezeuge – insbesondere bei religiös geprägten Menschen. Die Gefahr des Verzeihens liege darin, dass der Therapieprozess damit an dem Punkt aufhört, bis zu dem der jeweilige Therapeut aus seiner eigenen persönlichen Konstitution heraus begleitfähig war.

#### Traumatherapie
Methoden der Psychotraumatologie können dazu beitragen, die traumatischen Erlebnisse, insbesondere Intrusionen wie die sogenannten Flashbacks zu verarbeiten.

#### Weitere spezifische Therapien
Es können je nach Folgeerkrankung andere Therapieformen sinnvoll sein. Wenn sich z. B. eine Borderline-Persönlichkeitsstörung entwickelt hat, ist es wichtig, vor dem Aufarbeiten des Traumas zuerst eine Dialektisch-behaviorale Therapie durchzuführen, da das Aufarbeiten der Erinnerungen sonst weitere Schübe von Selbstverletzendem Verhalten auslösen könnte.

## Prävention

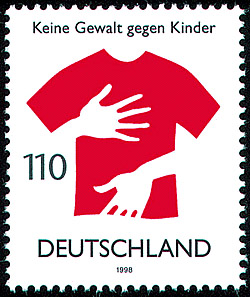
Keine Gewalt gegen Kinder: Sonderbriefmarke von 1998

Prävention soll Kindesmisshandlungen verhindern. Wie in der Kriminalprävention üblich, wird nach zeitlicher Zuordnung und nach Zielgruppen unterschieden:
- Grundlegende vorbeugende Maßnahmen („Primäre Prävention“)
- Früherkennung/frühzeitiges Einschreiten („Sekundäre Prävention“)
- Verhindern von Wiederholung („Tertiäre Prävention“)
- Opferbezogene Prävention
- Täterbezogene Prävention
- Aktivierung des sozialen Umfeldes

### Grundlegende vorbeugende Maßnahmen
- Verbreitung des Leitbildes „Gewaltfreie Erziehung“[47]
- Schaffung von Unrechtsbewusstsein und Furcht vor Strafverfolgung sowie sozialer Ächtung. Diese Funktion erfüllen oft die Medienberichte über die Strafverfolgung von Tätern.
- Anleitung zu gewaltfreier Erziehung bei Risikogruppen (z. B. durch Hebammen oder Jugendämter)
- Förderung von Elternkursen
- Erziehungsberatung und Hilfen zur Erziehung durch das Jugendamt (Familienhilfe, Erziehungsbeistandschaft) und von Beratungsstellen wie beispielsweise den Kinderschutzzentren

### Früherkennung/frühes Einschreiten
Frühzeitiges Erkennen soll fortdauernde Misshandlung oder Eskalation verhindern. In Deutschland wurde dazu von der seit 2005 regierenden Koalition im Koalitionsvertrag die Einrichtung von Frühwarnsystemen vereinbart. Das dadurch mögliche Erkennen einer Gefährdung ermöglicht verschiedene Formen von Sofortinterventionen:
- Kurzzeitige Fremdunterbringung
- Veranlassung einer Inobhutnahme durch das Jugendamt (§ 42 SGB VIII)
- Familientherapie zur Verarbeitung von Konflikten, bevor es zu Eskalationen kommt

### Verhindern von Wiederholung
- Sozialpädagogische Familienhilfe, Therapie, langfristige Fremdunterbringung des Kindes
- Zivilrechtliche Maßnahmen: Sorgerechtsentzug, Wohnungsverweis und Näherungsverbot für den misshandelnden Elternteil (siehe Gewaltschutzgesetz)
- Strafrechtliche Maßnahmen: Verurteilung und Inhaftierung der Täter (§ 225 StGB)

### Opferbezogene Prävention
- Auffangeinrichtungen für Kinder
- Mädchenhäuser
- Krisentelefone: Verschiedene Institutionen mit unterschiedlichen Angeboten, in Deutschland bundesweit unter der Nummer 0800-111 0 444

### Täterbezogene Prävention
- Angebote von Jugendschutz und Jugendhilfe für Eltern, die misshandeln oder befürchten zu misshandeln (z. B. Erziehungsberatung, Eltern-Selbsthilfegruppen, Krisentelefone (s.o.))
- Therapie
- Inhaftierung

### Aktivierung des sozialen Umfeldes
- Aufklärung der Bevölkerung zur Erkennung von Misshandlungssituationen
- Ermutigung zu Zivilcourage / zum Tätigwerden
- Medienkampagnen zur Verbesserung der Anzeigebereitschaft
- Bewusstmachung der Pflicht zur Hilfe (§ 323c StGB: „Unterlassene Hilfeleistung – Wer bei Unglücksfällen oder gemeiner Gefahr oder Not nicht Hilfe leistet, obwohl dies erforderlich und ihm den Umständen nach zuzumuten, insbesondere ohne erhebliche eigene Gefahr und ohne Verletzung anderer wichtiger Pflichten möglich ist, wird mit Freiheitsstrafe bis zu einem Jahr oder mit Geldstrafe bestraft“).

## Behandlung des Themas in der Kunst (Beispiele)
Kindesmisshandlung wird in der Literatur unter anderem in „Unloved: The True Story of a Stolen Childhood“ von Peter Roche. „Sie nannten mich Es“, „Der verlorene Sohn“ und „Ein Mann namens Dave“ von Dave Pelzer und „Mommie Dearest“ von Christina Crawford behandelt.
Im von Gene Pitney gesungenen und geschriebenen Lied Somewhere In the Country (1968) wird über eine Kindesmisshandlung berichtet.
Auch die deutsche Sängerin Cora Lee hat mit dem Song und Video Silent Scream (2010) das Thema behandelt. Die im Video gezeigten Zahlen beruhen auf Angaben des Vereins Gegen Mißbrauch. Ein weiteres Lied zum Thema hat die Sängerin Claire mit Spuren vorgetragen, ebenso Suzanne Vega mit Luka.